# Honiara
Honiara là thủ đô của Quần đảo Solomon, được quản lý như một đô thị trực thuộc tỉnh tại duyên hải tây bắc đảo Guadalcanal. Tính đến  năm 2017 nó có dân số là 84.520 người. Thành phố nằm dọc theo xa lộ Kukum, có sân bay quốc tế Honiara và cảng biển Point Cruz.
Khu vực sân bay ở đông Honiara từng là nơi diễn ra một trận đánh giữa Hoa Kỳ và Nhật Bản trong chiến dịch Guadalcanal trong Chiến tranh thế giới thứ hai; đó là trận chiến sân bay Henderson năm 1942 mà Hoa Kỳ đã giành được thắng lợi.

## Địa lý
Honiara tọa lạc tại bờ tây bắc đảo Guadalcanal, với cảng biển Point Cruz kế cạnh. Sông Matanikau chảy qua thành phố. Thành phố nằm dọc theo dường xa lộ Kukum, nối nơi này với sân bay quốc tế Honiara (trước đây được gọi là Henderson Field) cách Honiara 11 kilômét (6,8 mi) về phía đông, ngang qua sông Lunga. Về phía tây trung tâm thành phố là các vùng ngoại ô White River và Tanaghai.

### Khí hậu
Khí hậu nhiệt đới, chính xác hơn là khí hậu rừng mưa nhiệt đới, với nhiệt độ trung bình ban ngày là 28 °C (82 °F). Nhiệt độ nước từ 26 °C (79 °F) đến 29 °C (84 °F). Mùa mưa từ tháng 11 đến tháng 4. Lượng mưa trung bình hằng năm là khoảng 2.000 milimét (79 in), thấp hơn trung bình của toàn Quần đảo Solomon (3.000 milimét (120 in)). Tuy vậy, Honiara là nơi đón gió mùa.
| Dữ liệu khí hậu của Honiara              | Dữ liệu khí hậu của Honiara | Dữ liệu khí hậu của Honiara | Dữ liệu khí hậu của Honiara | Dữ liệu khí hậu của Honiara | Dữ liệu khí hậu của Honiara | Dữ liệu khí hậu của Honiara | Dữ liệu khí hậu của Honiara | Dữ liệu khí hậu của Honiara | Dữ liệu khí hậu của Honiara | Dữ liệu khí hậu của Honiara | Dữ liệu khí hậu của Honiara | Dữ liệu khí hậu của Honiara | Dữ liệu khí hậu của Honiara |
| Tháng                                    | 1                           | 2                           | 3                           | 4                           | 5                           | 6                           | 7                           | 8                           | 9                           | 10                          | 11                          | 12                          | Năm                         |
| ---------------------------------------- | --------------------------- | --------------------------- | --------------------------- | --------------------------- | --------------------------- | --------------------------- | --------------------------- | --------------------------- | --------------------------- | --------------------------- | --------------------------- | --------------------------- | --------------------------- |
| Cao kỉ lục °C (°F)                       | 33.9 (93.0)                 | 34.1 (93.4)                 | 33.9 (93.0)                 | 33.4 (92.1)                 | 33.6 (92.5)                 | 32.8 (91.0)                 | 33.3 (91.9)                 | 33.5 (92.3)                 | 33.4 (92.1)                 | 33.3 (91.9)                 | 33.4 (92.1)                 | 34.8 (94.6)                 | 34.8 (94.6)                 |
| Trung bình ngày tối đa °C (°F)           | 30.7 (87.3)                 | 30.5 (86.9)                 | 30.2 (86.4)                 | 30.5 (86.9)                 | 30.7 (87.3)                 | 30.4 (86.7)                 | 30.1 (86.2)                 | 30.4 (86.7)                 | 30.6 (87.1)                 | 30.7 (87.3)                 | 30.7 (87.3)                 | 30.5 (86.9)                 | 30.5 (86.9)                 |
| Trung bình ngày °C (°F)                  | 26.7 (80.1)                 | 26.6 (79.9)                 | 26.6 (79.9)                 | 26.5 (79.7)                 | 26.6 (79.9)                 | 26.4 (79.5)                 | 26.1 (79.0)                 | 26.2 (79.2)                 | 26.5 (79.7)                 | 26.5 (79.7)                 | 26.7 (80.1)                 | 26.8 (80.2)                 | 26.5 (79.7)                 |
| Tối thiểu trung bình ngày °C (°F)        | 23.0 (73.4)                 | 23.0 (73.4)                 | 23.0 (73.4)                 | 22.9 (73.2)                 | 22.8 (73.0)                 | 22.5 (72.5)                 | 22.2 (72.0)                 | 22.1 (71.8)                 | 22.3 (72.1)                 | 22.5 (72.5)                 | 22.7 (72.9)                 | 23.0 (73.4)                 | 22.7 (72.9)                 |
| Thấp kỉ lục °C (°F)                      | 20.2 (68.4)                 | 20.7 (69.3)                 | 20.7 (69.3)                 | 20.1 (68.2)                 | 20.5 (68.9)                 | 19.4 (66.9)                 | 18.7 (65.7)                 | 18.8 (65.8)                 | 18.3 (64.9)                 | 17.6 (63.7)                 | 17.8 (64.0)                 | 20.5 (68.9)                 | 17.6 (63.7)                 |
| Lượng Giáng thủy trung bình mm (inches)  | 277 (10.9)                  | 287 (11.3)                  | 362 (14.3)                  | 214 (8.4)                   | 141 (5.6)                   | 97 (3.8)                    | 100 (3.9)                   | 92 (3.6)                    | 95 (3.7)                    | 154 (6.1)                   | 141 (5.6)                   | 217 (8.5)                   | 2.177 (85.7)                |
| Số ngày giáng thủy trung bình (≥ 0.1 mm) | 19                          | 19                          | 23                          | 18                          | 15                          | 13                          | 15                          | 13                          | 13                          | 16                          | 15                          | 18                          | 197                         |
| Độ ẩm tương đối trung bình (%)           | 80                          | 81                          | 81                          | 80                          | 80                          | 79                          | 75                          | 73                          | 73                          | 75                          | 76                          | 77                          | 78                          |
| Số giờ nắng trung bình tháng             | 186.0                       | 155.4                       | 198.4                       | 192.0                       | 210.8                       | 198.0                       | 186.0                       | 204.6                       | 192.0                       | 226.3                       | 216.0                       | 164.3                       | 2.329,8                     |
| Số giờ nắng trung bình ngày              | 6.0                         | 5.5                         | 6.4                         | 6.4                         | 6.8                         | 6.6                         | 6.0                         | 6.6                         | 6.4                         | 7.3                         | 7.2                         | 5.3                         | 6.4                         |
| Nguồn: Deutscher Wetterdienst            |                             |                             |                             |                             |                             |                             |                             |                             |                             |                             |                             |                             |                             |

## Thành phố kết nghĩa
- Luganville, Vanuatu[4]
- Mackay, Queensland, Úc[5]